# Coroação Imperial (ovo Fabergé)
O ovo Coroação Imperial é um ovo Fabergé feito de joias sob a supervisão do joalheiro russo Peter Fabergé em 1897 pelos ateliês Fabergé, Mikhail Perkhin e Henrik Wigstrom. O ovo foi feito para Alexandra Fyodorovna.
Foi frequentemente exposto no Museu Hermitage (especificamente no Palácio de Inverno) em São Petersburgo, e também materializado em vários museus em todo o mundo, colocados em exposições temporárias lá. Atualmente é propriedade de um dos oligarcas russos, Viktor Vekselberg.

## Projeto

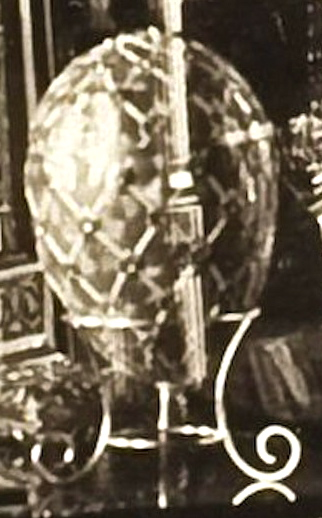
A peça com seu suporte original em 1902, agora perdida.

O ovo é feito de ouro com esmalte amarelo-limão translúcido em um campo guilloché de estrelas e é uma referência ao manto de ouro usado pela czarina em sua coroação.
É treliçada com faixas de folhas de louro em ouro esverdeado montadas em cada interseção por uma águia imperial de duas cabeças esmaltada em preto opaco e incrustada com um diamante rosa no peito. Este padrão também foi retirado do manto da coroação usado pela Imperatriz.
Um grande diamante é colocado no topo do ovo dentro de um conjunto de dez diamantes brilhantes; através da tábua desta pedra, pode-se ver o monograma da Imperatriz. Na outra extremidade, mais estreita, um diamante de retrato menor é colocado dentro de um conjunto de diamantes rosa cercados por um motivo de flor feito de 20 pétalas de ouro estreitas. Nesta extremidade do ovo, o diamante retrato cobre a data de 1897 inscrita em uma placa semelhante à do monograma. O ovo foi apresentado junto com um estande de jadeíta envidraçado para a exibição da carruagem a um custo de 5.650 rublos. 

## Surpresa
Dentro de um compartimento forrado de veludo está uma réplica precisa, menos de 100 mm de comprimento, da carruagem imperial do século 18 que carregou a czarina Alexandra para sua coroação na Catedral Uspensky.
A cor vermelha da carruagem original foi recriada com esmalte translúcido cor de morango e os estofos azuis do interior também foram reproduzidos em esmaltes. A carruagem é encimada pela Coroa Imperial em diamantes rosa e seis águias bicéfalas no teto; é equipado com janelas de Quartzo gravadas e pneus de platina decorados com uma treliça cravejada de diamantes em ouro e uma águia imperial em diamantes em cada porta. A miniatura é completa com rodas móveis, portas que abrem, amortecedores de mola C reais e uma pequena escada dobrável.
As surpresas que faltam incluem um pingente de esmeralda ou diamante pendurado dentro da réplica da carruagem, um estande de jadeíta envidraçado para a exibição da carruagem, bem como um estande feito de arame prateado dourado.

## História

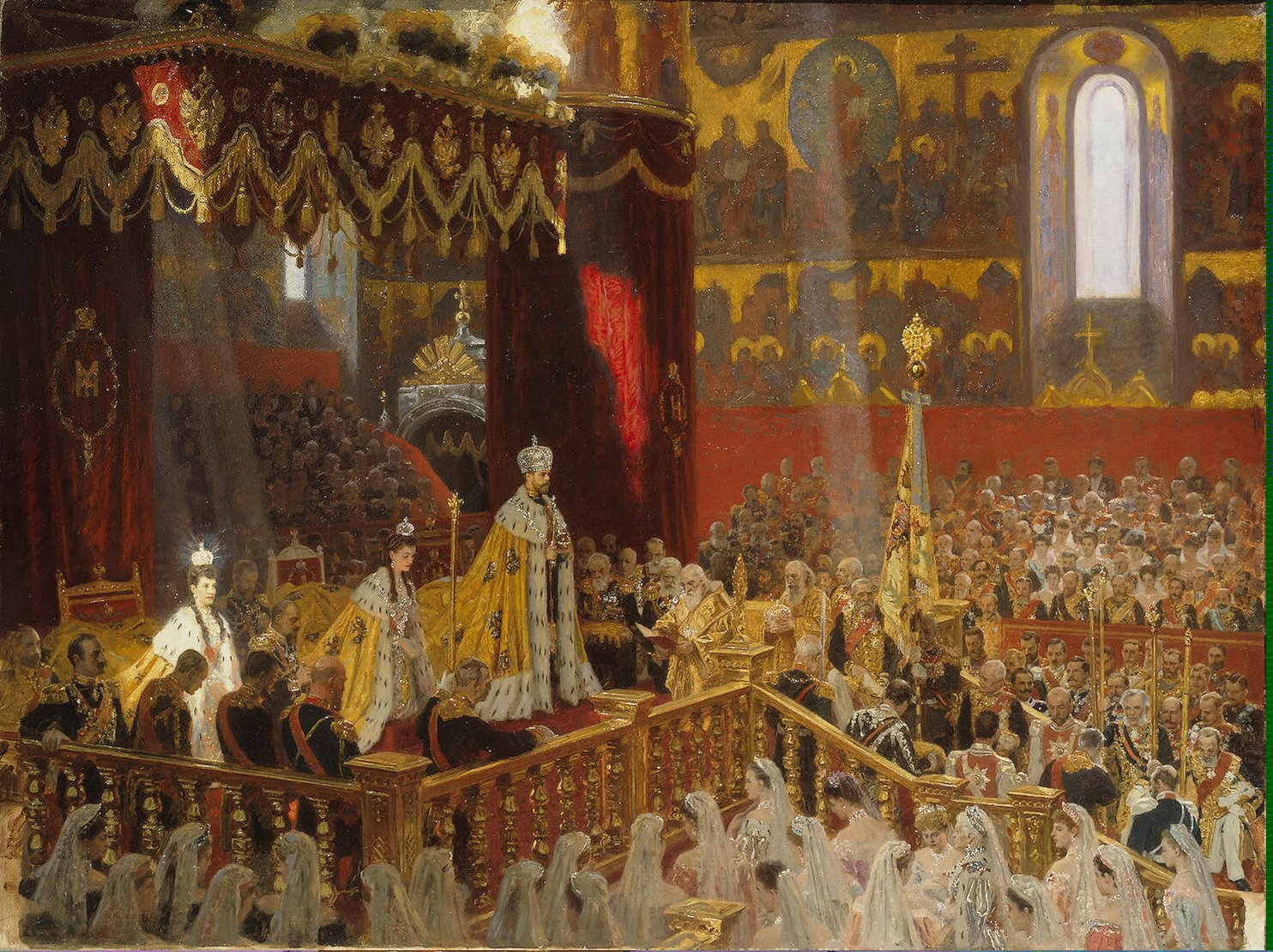
Os últimos patriarcas Romanov em sua missa de coroação, pintura de Laurits Regner Tuxen, 1898

A coroação do czar Nicolau II e sua esposa, a imperatriz Alexandra Fyodorovna, foi o catalisador para a criação do Ovo da Coroação Imperial, para celebrar o evento histórico. A coroação em 14 de maio de 1896 foi um dia de júbilo e orgulho para os Romanov, celebrada por uma multidão de espectadores. O trono do Czar, o antigo trono de Miguel I, foi incrustado com 870 diamantes, rubis e pérolas. O trono da czarina, o famoso trono de marfim de Ivan, o Grande, também foi incrustado com uma vasta coleção de joias e pedras preciosas raras.
A carruagem em miniatura de ouro, removível do interior do Ovo da Coroação, é uma réplica da Carruagem de Ouro de Catarina, a Grande, de 1793, usada para transportar os últimos governantes Romanov de cerimônia em cerimônia na semana da coroação.
| “ | A coroação em Moscou em 26 de maio de 1896 foi a celebração mais opulenta que já testemunhei. Fazia fronteira com o Oriental e durava 10 dias. Em Moscou, a catedral estava cheia de pinturas em fundo de ouro de santos e todos os padres estavam vestidos com mantos de ouro aplicados com bordados e pedras preciosas. Um sentimento muito profundo de misticismo estava em todas as cerimônias e você podia sentir a tradição de Bizâncio... E seguindo a oração pelo Imperador ele se levanta e então é a única pessoa de pé naquele momento em todo o Império Russo... Olhar para tudo isso deve ter sido como um sonho fantástico porque o sol brilhava sobre todos. | ” |

- Ernest Louis, Grão-Duque de Hesse, Irmão da Imperatriz Alexandra, Neto da Rainha Vitória

## Propriedades passadas e presentes

### Origem real

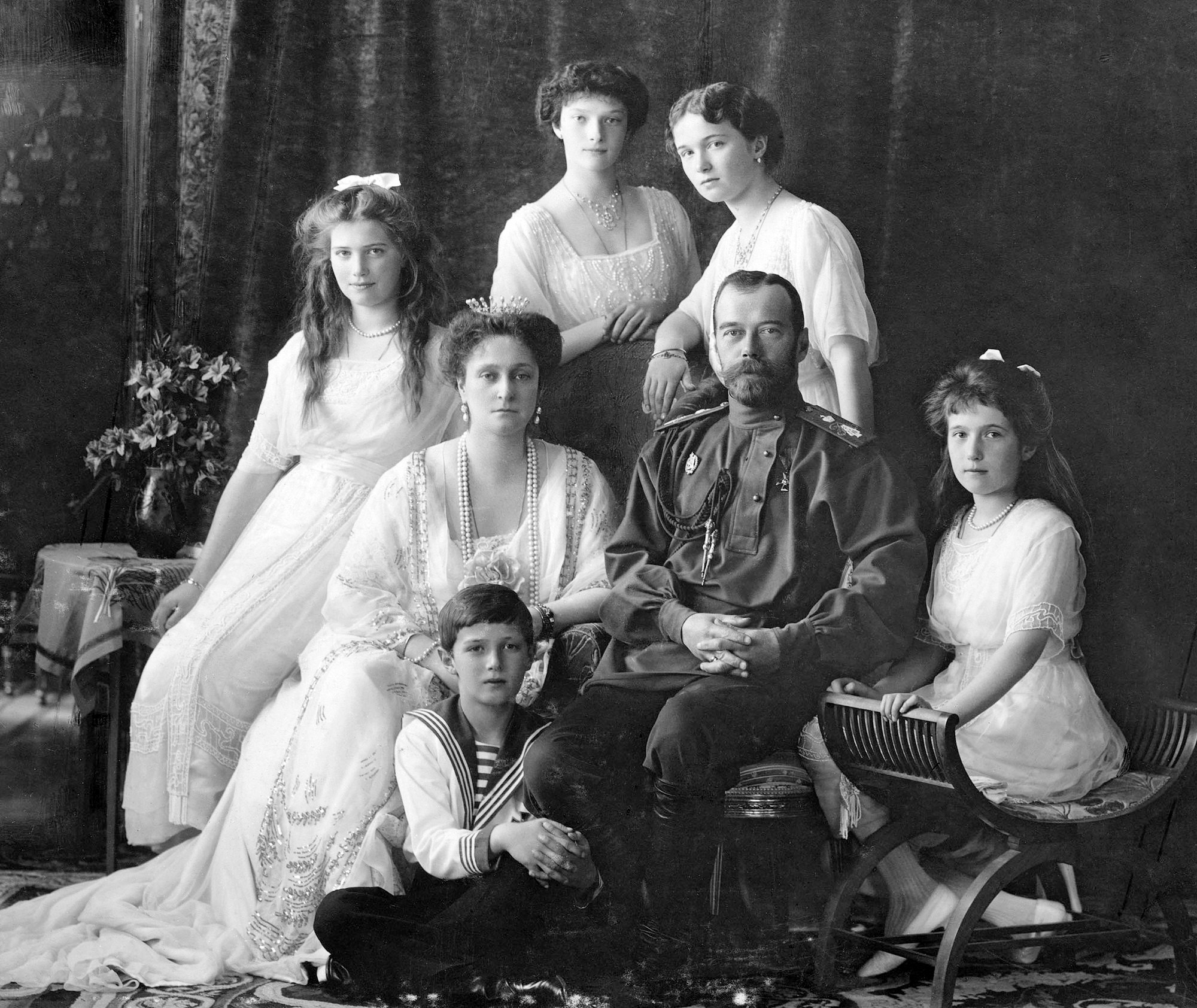
A Família Imperial, 1913; Da esquerda para a direita, sentados: grã-duquesa Maria e czarina Alexandra; Tsarevitch Alexei; czar Nicolau II; grã-duquesa Anastácia; Em pé: grã-duquesa Tatiana, grã-duquesa Olga

O ovo foi dado pela primeira vez à czarina Alexandra da Rússia Imperial na Páscoa de 1897. O ovo foi exposto no apartamento da Imperatriz no Palácio de Inverno em São Petersburgo, descansando em uma carruagem com joias. Após a queda da Dinastia Romanov, o ovo foi confiscado pelo Governo Provisório em 1917 e foi listado entre os tesouros removidos do Palácio Anichkov. Foi então despachado para o Kremlin e finalmente transferido para o Sovnarkom em 1922 para venda.

### Final do século XX
Em março de 1979, o ovo foi vendido para Malcolm Forbes por $ 2,16 milhões de dólares junto com o Ovo Fabergé Lírios do Vale.
Em 2004, nove ovos Fabergé, incluindo o Coroação Imperial, seriam vendidos pela Sotheby's, no entanto, em 4 de fevereiro de 2004, a Sotheby's anunciou que mais de 180 obras de arte Fabergé, incluindo os 9 raros ovos Fabergé, haviam sido retiradas do mercado. leilão e vendido em particular para Viktor Vekselberg. O preço oficial de venda do Ovo da Coroação para Vekselberg nunca foi divulgado publicamente pela Sotheby's, alimentando muita especulação. No entanto, a CNN relatou no dia seguinte à venda que "... foi uma oferta muito séria que a família Forbes aceitou." Em um documentário da BBC Four de 2013, Vekselberg revelou que gastou pouco mais de $ 100 milhões comprando os 9 ovos Fabergé.
| “ | A Coleção Fabergé representa talvez o exemplo mais significativo de nossa herança cultural fora da Rússia. O conteúdo religioso, espiritual e emocional capturado por esses ovos Fabergé toca a alma do povo russo. | ” |

— Victor Vekselberg, presidente do Grupo Renova

## Representação no cinema
O filme de James Bond, Octopussy (1983), abrange a misteriosa aparição de um Ovo de Coroação falsificado em uma festa na residência do embaixador britânico em Berlim Oriental. O enredo do filme é adaptado do conto de Ian Fleming de 1963 " The Property of a Lady".
Um modelo preciso do Ovo da Coroação Imperial foi retratado no filme policial Ocean's Twelve de 2004. A réplica foi produzida pelo estúdio de design Vivian Alexander, popular por recriar joias famosas para fins públicos e privados. A réplica vale aproximadamente US$ 4.000. No filme, o ovo foi roubado em um grande assalto a um museu em Roma.